# 安口杨家沟瓷窑址
安口杨家沟瓷窑址，位于中国甘肃省华亭县，为一个省级文物保护单位，类型为古遗址。
安口杨家沟瓷窑址的历史年代为宋至清。